# Oneida Castle
Oneida Castle és una població dels Estats Units a l'estat de Nova York. Segons el cens del 2000 tenia 627 habitants.

## Demografia
Segons el cens del 2000, Oneida Castle tenia 627 habitants, 264 habitatges, i 178 famílies. La densitat de població era de 465,6 habitants per km².
Dels 264 habitatges en un 26,9% hi vivien nens de menys de 18 anys, en un 56,8% hi vivien parelles casades, en un 8% dones solteres, i en un 32,2% no eren unitats familiars. En el 26,1% dels habitatges hi vivien persones soles l'11% de les quals corresponia a persones de 65 anys o més que vivien soles. El nombre mitjà de persones vivint en cada habitatge era de 2,38 i el nombre mitjà de persones que vivien en cada família era de 2,87.
Per edats la població es repartia de la següent manera: un 21,5% tenia menys de 18 anys, un 7,7% entre 18 i 24, un 26,5% entre 25 i 44, un 26,8% de 45 a 60 i un 17,5% 65 anys o més.
L'edat mediana era de 41 anys. Per cada 100 dones de 18 o més anys hi havia 89,2 homes.
La renda mediana per habitatge era de 40.789 $ i la renda mediana per família de 45.875 $. Els homes tenien una renda mediana de 35.568 $ mentre que les dones 26.964 $. La renda per capita de la població era de 20.056 $. Entorn del 5,5% de les famílies i el 6,8% de la població estaven per davall del llindar de pobresa.